# 西園寺家
西園寺家（さいおんじけ）は、藤原北家閑院流の貴族・公家・華族である。
公家としての家格は清華家。華族としての家格ははじめ侯爵家だったが、第12・14代内閣総理大臣を務めた第37代当主西園寺公望の勲功によって、1920年（大正9年）に公爵家に陞爵。家紋（定紋）は左三つ巴。

## 歴史

### 平安時代
閑院流の祖である閑院太政大臣藤原公季の五世の孫の権大納言藤原公実の四男の権中納言通季を祖とする。三条家や徳大寺家とは姉妹家にあたる（三条家は公実の次男の実行の子孫、徳大寺家は公実の五男の実能の子孫）。
家名は、4代公経が元仁元年（1224年）に洛北の北山山荘に建立した西園寺（北山殿）にちなんでいる。
通季の曽祖父公成の娘茂子は後三条天皇の皇太子時代の妃で白河天皇を生み、公成の息子実季の娘苡子は堀河天皇の女御となり鳥羽天皇を生んだ。また通季の同母妹に鳥羽天皇の中宮となった璋子(待賢門院)があり、彼女は崇徳・後白河両天皇の国母となった。そのため、通季の時代である院政期は、閑院流一門の公卿たちが権勢をふるった時代であった。閑院流の嫡家は一般に実行の系統の三条家とされるが、通季は早く死んだため権中納言止まりで、実行は太政大臣に昇ったものの、生前には兄より官位が上臈になっており、そのことから橋本政宣は、通季が公実の嫡子だったのではないとかいう説を述べている。
通季は、保安年間（1120年 - 1124年）に鳥羽上皇の御厩別当になっており、ついで通季の曾孫の西園寺公経も正治元年（1199年）まで後鳥羽上皇の御厩別当になっている。さらに寛元4年（1246年）に西園寺公相が後嵯峨上皇の御厩別当になっており、これ以降は中絶の時期はあれど、院の御厩別当の地位は西園寺家の世襲となり、その立場は戦国時代・江戸時代にも変わることがなかった。
通季の子公通は、権大納言まで上り、その子実宗は内大臣まで登った。

### 鎌倉時代
実宗の子である4代目の西園寺公経の母は持明院権中納言基家の娘は、後高倉太上天皇妃の陳子の姉妹であり、これにより朝廷内において大きな後ろ盾を得、さらに鎌倉幕府初代将軍源頼朝の同母姉妹の坊門姫の娘全子を妻としたことで公武に勢力を拡大した。また摂関家との関係の強化のため、娘の西園寺掄子を妻全子の姉と九条良経の間に生まれた九条道家に嫁がせた。
源実朝暗殺後に4代将軍となった九条頼経（道家三男）は、掄子の子であり、将軍の外祖父となった公経は、さらに幕府との関係を強めた。そのため、承久の乱に際しては幕府に内応する恐れがあるとして朝廷によって幽閉されるが、乱後には幕府の信任を受けて朝廷の実権を掌握した。乱後に幕府に擁立された後堀河天皇と公経は従兄弟（母同士が姉妹）という関係にあったから、この擁立は公経の進言によると見られる。貞応3年（1222年）には太政大臣に昇り、翌年に辞した後も前相国として朝廷内で並ぶ者のない権勢をふるった。
公経は、元仁2年（1224年）12月に京都北山の地に豪華な別荘の北山第を建設し、祈願所として西園寺を建立。後堀河天皇の国母北白川院と同准母安嘉門院を迎えて落慶式を行った。これによって公経は西園寺と称されるようになった。なお、この寺地は室町時代に足利義満に譲られ、後に鹿苑寺（金閣寺）が建てられた。西園寺は室町を経て、寺町通高徳寺町の現在地に移された。
公経より公宗までは朝幕間の交渉役である関東申次を務めた他、娘を次々と入内・立后させ、天皇の外戚として一時は摂関家をも凌ぐ権勢を振るった。公経の長男実氏の娘姞子（大宮院）は、後嵯峨天皇の中宮となり、後深草天皇と亀山天皇の国母となった。同じく実氏の娘公子（東二条院）は、後深草天皇中宮となる。また実氏の弟実雄（洞院家の祖）の3人の娘もそれぞれ後宇多天皇、伏見天皇、花園天皇の生母となっている。実氏の子孫たちも大覚寺統・持明院統両皇統にそれぞれ娘を入れている。
また、藤原実宗（公経の父）は藤原師長から桂流・西流の琵琶の奥義を得て以来、琵琶の家として知られた。特に後鳥羽天皇以来、琵琶は天皇が習得する必須の楽器とされるようになってから宮廷でも重要視され、西園寺公相が後深草天皇の琵琶の御師（御琵琶師）とされて以降、歴代天皇は西園寺家の当主から琵琶を習う慣例となり、政治的のみならず、文化的分野でもリードするようになった。
この時期は西園寺家の女性の成員も文化面で活躍しており、伏見天皇中宮の永福門院（西園寺鏱子）は京極派を代表する大歌人で、後醍醐天皇中宮の後京極院（西園寺禧子）も勅撰歌人である。

### 南北朝～江戸時代
鎌倉幕府が滅亡し、後醍醐天皇による建武政権が始まると、後ろ盾を失った西園寺家は退勢に陥る。公宗は北条氏残党である北条泰家（時興）をかくまい、後醍醐天皇を暗殺して持明院統の後伏見上皇を擁立する謀叛を計画したが、弟公重の密告によって発覚したために処刑され、家は公重が継承した。やがて公重が南朝へ参候したため、公宗の遺児実俊が右大臣に昇って家名を再興したが、往時の権勢は失われた。またこの頃、一族の公俊が家領の伊予国宇和郡に下向して土着し、伊予西園寺氏の祖となった。近世初期の実晴は細川忠隆の長女を御台所に迎えたが、その遺産は家政の基盤となる。以後は当主の夭折が相次ぎ、他家からの養子が続いた。
西園寺家の公家としての家格は清華家、外様。一条家の家礼だった。家業は四箇の大事（節会・官奏・叙位・除目）・有職故実・雅楽（琵琶）。琵琶の伝授は江戸時代に597石（実高約400石）の微禄しかなかった西園寺家にとって重要な収入源になっていた（西園寺公望は琵琶が嫌いで家臣たちを心配させたという）。西園寺家には官位持ちの諸大夫5家と侍4家が家臣として仕えていた。

### 明治以降

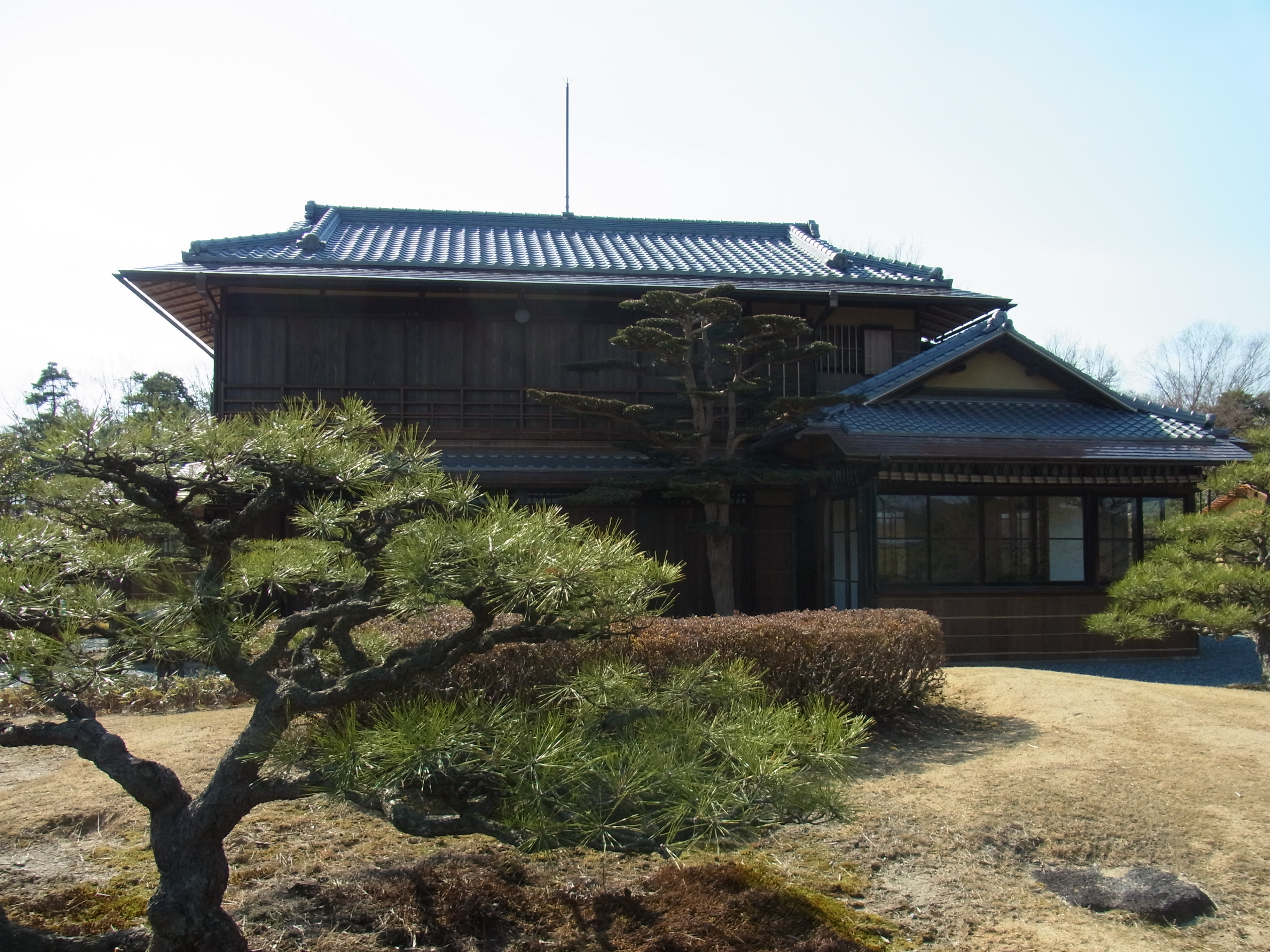
西園寺公爵家の別荘だった和館「坐漁荘」。大正9年に西園寺公望公爵が静岡県興津に建設したもので、邸内に竹の意匠をふんだんに用いているのが特徴。昭和4年の増築で洋室も加えられた。現在は愛知県犬山市にある博物館明治村に移築されている。

幕末に同じ閑院流の徳大寺家から養子に入った公望は、慶応4年（1868年）の戊辰戦争において、東征軍の山陰道鎮撫総督を務めて諸藩を朝廷に帰順させ、その後、北国鎮撫使、会津征討越後口大参謀などを務めて、北陸、会津で戦功を挙げ、明治維新に貢献した。その功績により、明治2年6月2日の戊辰戦功賞典表において永世禄300石を賜る。
明治2年（1869年）6月17日の行政官達で公家と大名家が統合されて華族制度が誕生すると、西園寺家も旧公家として華族に列した。
明治3年12月10日に定められた家禄は、現米で465石8斗。明治9年8月5日の金禄公債証書発行条例に基づき家禄（465石8斗）と賞典禄（実額75石）の合計540石8斗と引き換えで支給された金禄公債の額は2万3682円10銭2厘（華族受給者中200位）。明治前期の公望の住居は東京市麹町区一番町にあった。
1884年（明治17年）7月7日に公望は、旧清華家として侯爵を授けられた。
公望は、明治3年にフランス留学から帰国して以降、駐オーストリア、駐ドイツ、駐ベルギー各公使、賞勲局総裁、貴族院副議長、枢密顧問官などを歴任した後、第2次伊藤内閣に文部大臣、外務大臣として入閣。第2次松方内閣では外務大臣、第3次伊藤内閣では文部大臣として入閣し、枢密院議長も務めた。ついで政友会総裁となり、明治39年と明治44年に内閣総理大臣を二度務めた後、1920年（大正9年）9月7日に勲功により公爵に陞爵（しょうしゃく）した。
公望は元老として明治後期から昭和初期の政界に重きをなした。特に明治後期から大正初期に西園寺公望と桂太郎が交互に内閣総理大臣を務めた時代を桂園時代と呼ぶ。リベラリストだが、共産主義は受け入れず、君主制を拒否しないコスモポリタン・自由主義者の立憲君主主義者だった。
昭和前期の西園寺公爵家の住居は静岡県庵原郡興津町と東京府東京市神田区駿河台にあった。
男子がない公望は、長女新（明治19年12月20日生、大正9年1月没）の夫西園寺八郎（毛利元徳公爵の八男）を養子に迎え、公爵位を継承させた。
八郎の子は不二男（明治43年11月26日生、昭和61年5月31日没）。不二男の夫人春子（大正9年1月5日生）は鮎川義介長女。不二男の長男は公友（昭和18年6月22日生）。公友の夫人延子（昭和22年1月2日生）は清原薫三女。
公友の長男は直之（昭和54年9月25日生）。

## 歴代当主
| 代数 | 肖像 | 名前 (生没年)                | 続柄                                     | 位階     | 備考                                                            |
| ---- | ---- | ---------------------------- | ---------------------------------------- | -------- | --------------------------------------------------------------- |
| 1    |      | 藤原通季 (1090年-1128年)     | 藤原公実の三男                           | 正三位   | 権中納言                                                        |
| 2    |      | 藤原公通 (1117年-1173年)     | 先代の子                                 | 正二位   | 権大納言                                                        |
| 3    |      | 藤原実宗 (1145年-1214年)     | 先代の長男                               | 正二位   | 内大臣(1205-1206)                                               |
| 4    |      | 西園寺公経 (1171年-1244年)   | 先代の長男                               | 従一位   | 太政大臣(1222-1223)                                             |
| 5    |      | 西園寺実氏 (1194年-1269年)   | 先代の子                                 | 従一位   | 太政大臣(1246-1247)                                             |
| 6    |      | 西園寺公相 (1223年-1267年)   | 先代の子                                 | 従一位   | 太政大臣(1262)                                                  |
| 7    |      | 西園寺実兼 (1249年-1322年)   | 先代の長男                               | 従一位   | 太政大臣(1292-1293)                                             |
| 8    |      | 西園寺公衡 (1264年-1315年)   | 先代の長男                               | 従一位   | 左大臣(1309)                                                    |
| 9    |      | 西園寺実衡 (1288年-1326年)   | 先代の子                                 | 正二位   | 内大臣(1324-1326)                                               |
| 10   |      | 西園寺公宗 (1310年-1335年)   | 先代の子                                 | 正二位   | 権大納言                                                        |
| 11   |      | 西園寺実俊 (1335年-1389年)   | 先代の子                                 | 従一位   | 右大臣(北朝)(1366-1367)                                         |
| 12   |      | 西園寺公永 (1353年-1390年)   | 先代の子                                 | 正二位   | 権大納言(北朝)                                                  |
| 13   |      | 西園寺実永 (1377年-1431年)   | 先代の子                                 | 従一位   | 右大臣(1420-1421)                                               |
| 14   |      | 西園寺公名 (1410年-1468年)   | 先代の子                                 | 正二位   | 権大納言                                                        |
| 15   |      | 西園寺実遠 (1434年-1495年)   | 先代の子                                 | 従一位   | 左大臣(1483-1487)                                               |
| 16   |      | 西園寺公藤 (1455年-1512年)   | 先代の子                                 | 正二位   | 右大臣(1506-1507)                                               |
| 17   |      | 西園寺実宣 (1496年-1541年)   | 先代の子                                 | 従一位   | 右大臣(1537-1540)                                               |
| 18   |      | 西園寺公朝 (1515年-1590年)   | 先代の子                                 | 従一位   | 左大臣(1557-1576)                                               |
| 19   |      | 西園寺実益 (1560年-1632年)   | 先代の子                                 | 従一位   | 右大臣(1620-1621)                                               |
| 20   |      | 西園寺公益 (1582年-1640年)   | 先代の子                                 | 従一位   | 内大臣(1631-1632)                                               |
| 21   |      | 西園寺実晴 (1601年-1673年)   | 先代の子                                 | 従一位   | 左大臣(1667-1668)                                               |
| 22   |      | 西園寺公満 (1622年-1651年)   | 先代の子                                 | 従三位   | 権中納言                                                        |
| 23   |      | 西園寺実尚 (1645年-1661年)   | 先代の子                                 | 正四位下 | 左近衛中将                                                      |
| 24   |      | 西園寺公宣 (1664年-1669年)   | 先代の叔父 (21代実晴の子)                | 従五位上 | 侍従                                                            |
| 25   |      | 西園寺公遂 (1663年-1678年)   | 先代の兄 (21代実晴の子)                  | 従三位   | 左近衛中将                                                      |
| 26   |      | 西園寺実輔 (1661年-1685年)   | 先々代の娘の婿養子 (鷹司房輔の子)        | 従三位   | 権中納言                                                        |
| 27   |      | 西園寺致季 (1683年-1756年)   | 先代の子                                 | 従一位   | 左大臣(1745)                                                    |
| 28   |      | 西園寺公晃 (1702年-1770年)   | 先代の子                                 | 従一位   | 内大臣(1755)                                                    |
| 29   |      | 西園寺賞季 (1743年-1800年)   | 先代の子                                 | 従一位   | 右大臣(1796)                                                    |
| 30   |      | 西園寺公兼 (1765年-1772年)   | 先代の子                                 | 従五位下 | 侍従                                                            |
| 31   |      | 西園寺実韶 (1778年-1787年)   | 29代賞季の養子 (一条輝良の子)            | 従三位   | 左近衛中将                                                      |
| 32   |      | 西園寺公氏 (1777年-1793年)   | 29代賞季の子                             | 正四位下 | 左近衛中将                                                      |
| 33   |      | 西園寺寛季 (1787年-1856年)   | 29代賞季の養子 (二条治孝の三男)          | 正二位   | 権中納言                                                        |
| 34   |      | 西園寺治季 (1809年-1826年)   | 先代の子                                 | 従三位   | 左近衛中将                                                      |
| 35   |      | 西園寺公潔 (1818年-1836年)   | 33代寛季の養子 (有栖川宮韶仁親王第4王子) | 従三位   | 左近衛中将                                                      |
| 36   |      | 西園寺師季 (1826年-1851年)   | 34代治季の子                             | 正三位   | 右近衛中将                                                      |
| 37   |      | 西園寺公望 (1849年-1940年)   | 先代の養子 (徳大寺公純の次男)            | 従一位   | 12・14代内閣総理大臣(1906-1908、1911-1912) 貴族院議員 侯爵→公爵 |
| 38   |      | 西園寺八郎 (1881年-1946年)   | 先代の養子 (毛利元徳の八男)              | 従二位   | 宮内省官僚 貴族院議員 公爵                                      |
| 39   |      | 西園寺不二男 (1910年-1986年) | 先代の三男                               |          | 東都銀行頭取 日産興業社長・会長                                 |
| 40   |      | 西園寺公友 (1943年-存命中)   | 先代の長男                               |          | 地球環境情報センター取締役                                      |

## 西園寺家の所領・家禄・財産
鎌倉時代に西園寺家は諸国の知行国主となり、その所領は日本全国に存在したが、西園寺家が特に執着していたのは海上交通に面する所領だった。最も重要な所領は鎌倉時代を通じて事実上家領として支配してきた伊予国であり、1236年には西園寺公経が幕府に強要して橘公業の同国宇和郡の知行を止めさせて自らの所領にしている。南北朝動乱期には一円支配下に置いた宇和郡に、その一流の立間氏や松葉氏を土着させて、室町時代以降にさらにその足場を固めて伊予国の戦国大名化した（伊予西園寺氏）。
江戸時代の所領の表高は597石だったが、実高は400石程度しか取れなかったという。国立歴史民俗博物館の『旧高旧領取調帳データベース』より算出した幕末期の西園寺家領は以下の通り。（5村・597石1斗4升）
- 山城国葛野郡西院領のうち - 22石1斗4升
- 山城国乙訓郡今里村のうち - 104石
- 山城国乙訓郡大原野村のうち - 200石
- 山城国紀伊郡吉祥院村のうち - 1石
- 山城国紀伊郡東九条村のうち - 270石

維新後、戊辰戦争の軍功により賞典禄300石を永世下賜された。
所領は、明治維新後に465石8斗の現米の家禄に換えられたのを経て、最終的に明治9年8月5日の金禄公債証書発行条例に基づき、家禄と賞典禄は2万3682円10銭2厘の金禄公債と交換された。
明治27年（1894年）より天皇の御手許金で「旧堂上華族恵恤賜金」が創設され、その利息が旧堂上華族を対象に分配されるようになった。これにより西園寺家は旧堂上家の公侯爵家として900円の配当を年2回受けることができた。

## 西園寺文庫
西園寺家の文書や蔵書などは、以下の場所などに所蔵されている。西園寺家は、京都大学、立命館大学、学習院大学と関係が深い。
- 西園寺文庫（学習院大学）
1994年（平成6年）西園寺家に代々伝わる文書類が、直系の子孫である西園寺公友から寄贈され、公友の希望によって「西園寺文庫」と名付けられた。なお、これらの文書は寄贈する以前、西園寺家と姻戚関係がある住友家有芳園（京都市）で保存されていた。
- 西園寺文庫（立命館大学、京都府京都市）
1938年（昭和13年）に立命館大学に設置された「西園寺公文庫」を前身とする。西園寺公望が懐集した蔵書（それとは別に大学が後年独自に買い集めた物を含む）が収められている。総冊数13,072[36]。
- 陶庵文庫（京都大学、京都府京都市）
公望が懐集した蔵書など。清風荘（公望の京都別邸）とともに、娘婿の八郎および住友家より寄贈された。また、同大学には公望の実弟である中院通規が中院家に代々伝わる文書類を寄贈しており、通規の希望により「中院文庫」と名付けられている。

## 庶流
西園寺家からの直接の分家の公家・華族として、4代当主西園寺公経の次男実有を祖とする清水谷家（一条家）（羽林家・伯爵家）、同三男実雄を祖とする洞院家（室町期に絶家）、同四男実藤を祖とする室町家（四辻家）（羽林家・伯爵家）、6代当主西園寺公相の四男実俊を家祖とする橋本家（羽林家・伯爵家）、7代当主実兼の四男兼季を家祖とする菊亭家（今出川家）（清華家・侯爵家）、20代当主公益の次男季光を祖とする大宮家（羽林家・子爵家）がある。
洞院家の分家として、正親町家（羽林家・伯爵家）、小倉家（羽林家・伯爵家）、正親町家の分家として、裏辻家（羽林家・子爵家）、裏辻家の分家として芝亭家（男爵家）、橋本家の分家として梅園家（羽林家・子爵家）、室町家の分家として西四辻家（羽林家・子爵家）、藪家（羽林家・子爵家）、北河原家（男爵家）、藪家の分家として中園家（羽林家・子爵家）、中園家の分家として高丘家（羽林家・子爵家）がある。
また室町時代から戦国時代にかけて伊予国に勢力を張った分流に伊予西園寺氏があるが（西園寺家からの系譜は諸説あり）、公卿には列せられていない。